# Rolf Pettersson (lagidrottare)
Rolf Harry "Mackan" Pettersson, född 27 september 1926 i Engelbrekts församling i Stockholm, död 9 november 2010 i Boo, var en svensk ishockey-, fotbolls- och bandyspelare som framför allt spelade för Hammarby IF.
Rolf Pettersson blev 1951 svensk mästare i ishockey, han spelade femton säsonger med Hammarby, från 1946 till 1961.  Pettersson inledde karriären med spel i moderklubben Karlbergs BK och avslutade karriären 1962 i Tranebergs IF.  Han spelade sex världsmästerskap i ishockey samt i ett OS, 1948. "Mackan" blev världsmästare 1953. Sammanlagt spelade han 95 landskamper för Tre Kronor.
Rolf "Mackan" Pettersson startade sin bandykarriär i Brommaklubben Ulvarna, och därefter Stockholms IF och i Minneberg, innan han 1951 värvades av Hammarby. Pettersson spelade tolv säsonger i Hammarby bandy fram till 1962. Höjdpunkten SM-finalen 1957 mot Örebro SK på ett fullsatt Stockholms stadion inför; 25 937 åskådare. En match som Örebro vann. Leif Fredblad gjorde Hammarbys mål: 1-1 på framspelning av Pettersson. Han spelade två A-landskamper, mot Norge 1958 och 1959.
Rolf Pettersson spelade fotboll i Hammarby IF:s A-lag säsongen 1949-50.

## Meriter
- Bandy 
  - SM-silver
- Ishockey
  - VM-guld 1953
  - VM-silver 1947
  - VM-brons 1954
  - OS-fyra 1948
  - VM-femma 1948, 1950, 1955
  - SM-guld 1951
  - Han har Stora Grabbars Märke inom ishockey nummer 42.